# Bathyaustriella thionipta
Bathyaustriella thionipta is een tweekleppigensoort uit de familie van de Lucinidae. De wetenschappelijke naam van de soort is voor het eerst geldig gepubliceerd in 2004 door Glover, Taylor & Rowden.